# بروک لوپز
بروک لوپز (به انگلیسی: Brook Lopez) (زاده ۱ آوریل ۱۹۸۸) بسکتبالیست حرفه‌ای آمریکایی، در پست سنتر است که در لیگ NBA برای تیم میلواکی باکس بازی میکند 